# David Stremme
Statistiques en NASCAR Cup Series
Dernière mise à jour : 21 mai 2014 
David Stremme  (né le 19 juin 1977 à South Bend, Indiana) est un pilote américain de NASCAR participant à la Cup Series.
Il pilote la voiture no 33 de l'écurie Circle Sport.